# Веслування на байдарках і каное на літніх Олімпійських іграх 2016
Змагання з веслування на байдарках і каное в програмі літніх Олімпійських ігор 2016 включають в себе два види дисциплін: слалом та спринтерські гонки. Слаломні змагання пройшли з 7 по 11 серпня на Екстрім-парк Деодоро, а змагання зі спринту з 15 по 20 серпня в Лагуні Родріго-де-Фрейташ.

## Розклад змагань
| H | Попередні запливи | ½ | Півфінали | F | Фінал |

| Дисципліна↓/Дата → | Нед 7 | Пон 8 | Вів 9 | Вів 9 | Сер 10 | Сер 10 | Чет 11 | Чет 11 |
| ------------------ | ----- | ----- | ----- | ----- | ------ | ------ | ------ | ------ |
| К-1 (чоловіки)     | H     |       | ½     | F     |        |        |        |        |
| К-2 (чоловіки)     |       | H     |       |       |        |        | ½      | F      |
| Б-1 (чоловіки)     | H     |       |       |       | ½      | F      |        |        |
| Б-1 (жінки)        |       | H     |       |       |        |        | ½      | F      |

| Дисципліна↓/Дата →     | Пон 15 | Пон 15 | Вів 16 | Сер 17 | Сер 17 | Чет 18 | П'ят 19 | П'ят 19 | Суб 20 |
| ---------------------- | ------ | ------ | ------ | ------ | ------ | ------ | ------- | ------- | ------ |
| К-1, 200 м (чоловіки)  |        |        |        | H      | ½      | F      |         |         |        |
| К-1, 1000 м (чоловіки) | H      | ½      | F      |        |        |        |         |         |        |
| К-2, 1000 м (чоловіки) |        |        |        |        |        |        | H       | ½       | F      |
| Б-1, 200 м (чоловіки)  |        |        |        |        |        |        | H       | ½       | F      |
| Б-1, 1000 м (чоловіки) | H      | ½      | F      |        |        |        |         |         |        |
| Б-2, 200 м (чоловіки)  |        |        |        | H      | ½      | F      |         |         |        |
| Б-2, 1000 м (чоловіки) |        |        |        | H      | ½      | F      |         |         |        |
| Б-4, 1000 м (чоловіки) |        |        |        |        |        |        | H       | ½       | F      |
| Б-1, 200 м (жінки)     | H      | ½      | F      |        |        |        |         |         |        |
| Б-1, 500 м (жінки)     |        |        |        | H      | ½      | F      |         |         |        |
| Б-2, 500 м (жінки)     | H      | ½      | F      |        |        |        |         |         |        |
| Б-4, 500 м (жінки)     |        |        |        |        |        |        | H       | ½       | F      |

## Медалі

### Медальний залік
| Місце  | Країна          | Золото | Срібло | Бронза | Загалом |
| ------ | --------------- | ------ | ------ | ------ | ------- |
| 1      | Німеччина       | 4      | 2      | 0      | 6       |
| 2      | Іспанія         | 3      | 0      | 1      | 4       |
| 3      | Угорщина        | 3      | 0      | 0      | 3       |
| 4      | Велика Британія | 2      | 2      | 0      | 4       |
| 5      | Словаччина      | 1      | 2      | 0      | 3       |
| 6      | Нова Зеландія   | 1      | 1      | 1      | 3       |
| 7      | Франція         | 1      | 1      | 1      | 3       |
| 8      | Україна         | 1      | 0      | 1      | 2       |
| 9      | Бразилія        | 0      | 2      | 1      | 3       |
| 10     | Чехія           | 0      | 1      | 2      | 3       |
| 11     | Азербайджан     | 0      | 1      | 1      | 2       |
| 12     | Польща          | 0      | 1      | 1      | 2       |
| 13     | Данія           | 0      | 1      | 0      | 1       |
| 14     | Сербія          | 0      | 1      | 0      | 1       |
| 15     | Словенія        | 0      | 1      | 0      | 1       |
| 16     | Австралія       | 0      | 0      | 2      | 2       |
| 17     | Білорусь        | 0      | 0      | 1      | 1       |
| 18     | Литва           | 0      | 0      | 1      | 1       |
| 19     | Молдова         | 0      | 0      | 1      | 1       |
| 20     | Росія           | 0      | 0      | 1      | 1       |
| 21     | Японія          | 0      | 0      | 1      | 1       |
| Всього | Всього          | 16     | 16     | 16     | 48      |

### Слалом
| Дисципліна                  | Золото                                 | Срібло                                 | Бронза                         |
| --------------------------- | -------------------------------------- | -------------------------------------- | ------------------------------ |
| Каное-одиночки, чоловіки    | Деніс Гарго Шаню (FRA)                 | Матей Бенюш (SVK)                      | Такуя Ханеда (JPN)             |
| Каное-двійки, чоловіки      | Ладислав Шкантар і Петер Шкантар (SVK) | Дейвід Флоуренс і Річард Гунслоу (GBR) | Готьє Клосс і Матьє Пеше (FRA) |
| Байдарки-одиночки, чоловіки | Джозеф Кларк (GBR)                     | Петер Каузер (SLO)                     | Їржі Прскавець (CZE)           |
| Байдарки-одиночки, жінки    | Маялен Шурро (ESP)                     | Лука Джонс (NZL)                       | Джессіка Фокс (AUS)            |

### Спринтерські гонки

#### Чоловіки
| Дисципліна                | Золото                                                           | Срібло                                                        | Бронза                                                       |
| ------------------------- | ---------------------------------------------------------------- | ------------------------------------------------------------- | ------------------------------------------------------------ |
| Каное-одиночки, 200 м     | Юрій Чебан (UKR)                                                 | Валентин Дем'яненко (AZE)                                     | Ісакіас Кейрос (BRA)                                         |
| Каное-одиночки, 1000 м    | Себастьян Брендель (GER)                                         | Ісакіас Кейрос (BRA)                                          | Сергій Тарновський (MDA)*                                    |
| Каное-двійки, 1000 м      | Себастьян Брендель (GER) Ян Вандрей (GER)                        | Ерлон де Соуза Сілва (BRA) Ісакіас Кейрос (BRA)               | Дмитро Янчук (UKR) Тарас Міщук (UKR)                         |
| Байдарки-одиночки, 200 м  | Лаям Гіт (GBR)                                                   | Максим Бомон (FRA)                                            | Сауль Кравіотто (ESP) Рональд Рауе (GER)                     |
| Байдарки-одиночки, 1000 м | Маркус Вальц (ESP)                                               | Йозеф Достал (CZE)                                            | Роман Аношкін (RUS)                                          |
| Байдарки-двійки, 200 м    | Саул Кравіотто і Крістіан Торо Карбальйо (ESP)                   | Лаям Гіт і Джон Скофілд (GBR)                                 | Едвінас Раманаускас і Аурімас Ланкас (LTU)                   |
| Байдарки-двійки, 1000 м   | Макс Рендшмідт і Маркус Гросс (GER)                              | Марко Томичевич і Миленко Зорич (SRB)                         | Кен Воллес і Лаклан Тейм (AUS)                               |
| Байдарки-четвірки, 1000 м | Німеччина (GER) Макс Рендшмідт Том Лібшер Макс Гофф Маркус Гросс | Словаччина (SVK) Деніс Мишак Ерік Влчек Юрай Тарр Тібор Лінка | Чехія (CZE) Данієл Гавел Лукаш Трефіл Йозеф Достал Ян Штерба |

- У Сергія Тарновського допінг-тест дав позитивний результат.[2] Найближчим часом буде прийнято рішення стосовно його бронзової нагороди.

#### Жінки
| Дисципліна               | Золото                                                                   | Срібло                                                                       | Бронза                                                                                  |
| ------------------------ | ------------------------------------------------------------------------ | ---------------------------------------------------------------------------- | --------------------------------------------------------------------------------------- |
| Байдарки-одиночки, 200 м | Ліза Керрінгтон (NZL)                                                    | Марта Вальчикевич (POL)                                                      | Інна Осипенко-Радомська (AZE)                                                           |
| Байдарки-одиночки, 500 м | Данута Козак (HUN)                                                       | Емма Йоргенсен (DEN)                                                         | Ліза Керрінгтон (NZL)                                                                   |
| Байдарки-двійки, 500 м   | Данута Козак (HUN) Габріелла Сабо (HUN)                                  | Франціска Вебер (GER) Тіна Дітце (GER)                                       | Беата Міколайчик (POL) Кароліна Ная (POL)                                               |
| Байдарки-четвірки, 500 м | Угорщина (HUN) Габріелла Сабо Данута Козак Тамара Чипеш Крістіна Фазекаш | Німеччина (GER) Сабріна Герінг Франціска Вебер Штеффі Крігерштайн Тіна Дітце | Білорусь (BLR) Маргарита Махньова Надія Попок Ольга Худенко Марина Литвинчук (Полторан) |